# ナリマン・サディク

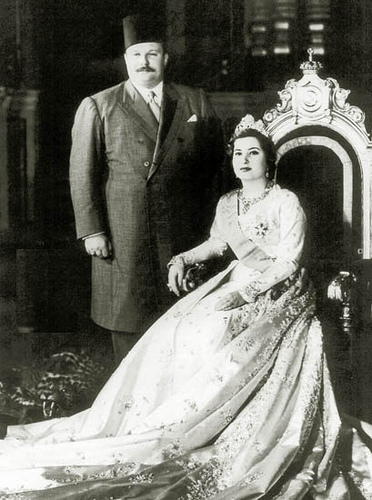
ナリマンと夫ファールーク1世、1951年

ナリマン・サディク（亜剌:ناريمان صادق；ラテン文字転写:Nariman Sadiq, 1933年10月31日 カイロ - 2005年2月16日 カイロ）は、最後のエジプト王妃（在位：1951年 - 1952年）。ファールーク1世王の2番目の妻で、最後のエジプト王フアード2世の母。

## 生涯
エジプト郵政省の高官フサイン・ファフミー・サディク・ベイ（Hussain Fahmi Sadiq Bey）とその妻のアシーラ・カーミル（Asila Kamil）の間に生まれた。裕福な中産家庭の一人娘として何不自由なく育ち、16歳でザキ・ハシェム（Dr Zaki Hashem）という国際連合の事務局職員と婚約した。婚約者はハーバード大学大学院の博士課程に在学中で、アメリカ合衆国に留学していた。
ファールーク1世は1948年、男子の後継者を産まないという理由で最初の妻ファリダ王妃を離縁した。世継ぎをもうけるため、また崩壊しつつある王制に対する国民の関心を再び喚起するため、国王は新たな花嫁探しを始めた。エジプト人好みで、富裕層に属するが貴族ではない一般人の娘というのが新王妃の条件だった。
ナリマンを推挙したのは王宮に出入りする宝石商で、2人は宝石商の経営する宝石店で初めて出会った。国王はその場でナリマンと少しのあいだ会話した後、彼女に結婚を打診した。国王の花嫁に選ばれると、ハシェムとの婚約は野心的な両親によってすぐに破棄させられた。ナリマンは王妃となるための準備のためにローマのエジプト大使館に送られ、表向きはローマ駐在大使の姪という名目で大使館に滞在した。彼女は大使館で家庭教師や女官から、歴史、宮廷儀礼、そして4カ国語を教わった。
2人の豪勢な結婚式は1951年5月6日にカイロのアブデン宮殿で執り行われ、ナリマンは17歳で王妃となった。ナリマンは婚礼に際し、2万個のダイヤモンドを縫いつけたガウンを纏った。前王妃のファリダや国王のすぐ下の妹ファウズィーヤ王女がその美しさで国民を魅了し、エジプトのみならず世界中の注目の的だったのとは対照的に、新王妃の登場は国民の間にさしたる熱狂を生むことはなかった。
ナリマンは1952年1月16日に王太子を出産したが、同年の夏に起きたエジプト革命により、家族とともにエジプトを追われた。息子の王太子がフアード2世として名目的に父から王位を譲られたが、1歳の誕生日を迎える前に廃位された。しかしナリマンは亡命先での夫の乱れた暮らしに付き合わされるのに疲れ、1953年3月、息子を夫の元に残し、母に伴われてエジプトに帰国した。
国王との離婚は1954年2月2日に成立した。ナリマンはその3カ月後の1954年5月3日、アレクサンドリアにおいて元宮廷侍医の息子で医師のアドハム・アル＝ナキーブ（Dr Adham Al-Naqib）と再婚し、間にアクラム（Akram）という息子をもうけたが、1961年には離婚した。
1967年、医師のイスマーイール・ファフミー（Dr Ismail Fahmi）と3度目の結婚をし、カイロ郊外のヘリオポリス（Heliopolis (Cairo suburb)）のアパートで晩年を過ごした。2005年、ギーザのダル・アル・フアード病院（Dar al-Fouad）で脳出血のために死去した。